# Vehicul subacvatic controlat de la distanță

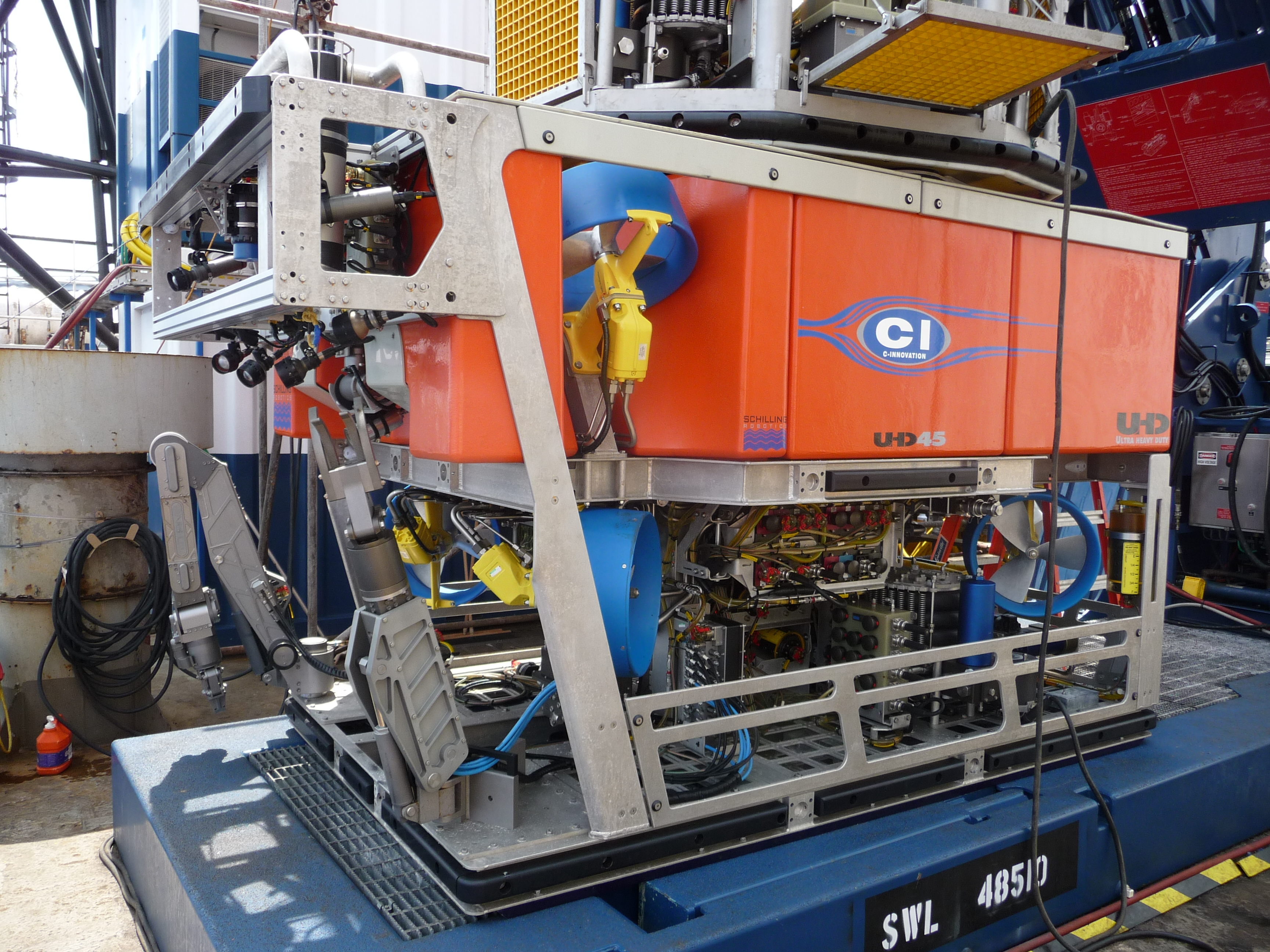
Vehicul subacvatic telecomandat - ROV

Tradus în română drept Vehicul Subacvatic Telecomandat, dar cunoscut în mod obișnuit ca ROV, a fost special conceput pentru activități subacvatice aflate în general la adâncime mare.
În timp ce abrevierea tradițională “ROV” vine de la remotely operated vehicle (Vehicul Controlat de la Distanță), trebuie totuși distins de Remote Control Vehicles care operează pe uscat sau în aer.
ROV-urile sunt neocupate, foarte manevrabile, operate de un echipaj de la bordul unei nave. 
Ele sunt legate de navă printr-un cablu ombilical, rezistent în condiții nefavorabile și la adâncimi mari, deseori folosit împreună cu TMS (Tether Management System).
TMS-ul poate fi un dispozitiv tip garaj care cuprinde ROV-ul în timpul scufundării sale, sau poate fi un dispozitiv tip sanie care doar transportă cablul de stabilire. 
Scopul TMS-ului este de a prelungi sau scurta cablul ombilical, spre a amortiza forța de tragere a curenților din apă. 
Prin cablul blindat sunt trecuți conductori electrici și fibre optice care transportă energie elctrică, video și semnale de date între operator și TMS.
Odată ajunsă la ROV, energia electrică este distribuită între componentele ROV-ului. Cu toate acestea, în aplicații de mare putere, cea mai mare parte a puterii electrice acționează un motor electric de mare putere, care acționează la rândul său o pompă hidraulică. Pompa hidraulică este apoi utilizată pentru propulsie și alimentare a echipamentelor precum instrumentele de cuplu și brațele de manipulare, unde motoarele electrice ar fi mult prea greu de implementat sub apă.
Cele mai multe ROV-uri sunt echipate cu cel puțin o cameră video și lumini. Echipamentele suplimentare sunt de obicei adăugate pentru a extinde capacitățile vehiculului. 
Acestea pot include sonare, magnetometre, aparat de fotografiat, braț manipulator sau de tăiere, instrumente care măsoară claritatea apei, temperatura sau densitatea ei.

## Istorie
US Navy (Forțele Navale ale Statelor Unite) a finanțat mare parte din dezvoltarea tehnologiei ROV în anul 1960, care pe atunci era numită CURV (Cable-Controlled Underwater Recovery Vehicle). Era folosit pentru salvarea și recuperarea obiectelor aflate la o mare adâncime, precum bombele nucleare pierdute în Marea Mediterană după prăbușirea avionului bombardier B-52 în anul 1966 (recunoscut drept „Palomares incident”).
Industriile de petrol și de gaz lichefiat au văzut potențial în acest proiect, așa că l-au modificat după propriile nevoie, dând naștere unei noi clase de ROV-uri (work-class), care asistau dezvoltarea platformelor petroliere.
În anii 1980, adică peste mai bine de un deceniu de când au fost introduse, ROV-urile au devenit esențiale deoarece mare parte din necesitățile platformelor petroliere au depășit posibilitățile scafandrilor.
Pe la mijlocul anilor 1980, industria ROV a suferit o stagnare serioasă în dezvoltarea tehnologiei, provocată de scăderea prețului petrolului și declanșarea unei recesiuni economice la nivel global.
De atunci, dezvoltarea industriei ROV a fost accelerată, iar astăzi ROV-urile pot performa numeroase sarcini, în numeroase domenii. Sarcinile lor variază de la o simplă inspecție a structurilor submarine, conducte și platforme, la conectarea conductelor și plasarea varietăților necesare sub apă.
Sunt utilizate extensiv în inițierea construcțiilor subacvatice și repararea și întreținerea lor ulterioară.
ROV-urile submersibile au fost folosite și la localizarea epavelor istorice, precum RMS Titanic, Bismarck, USS Yorktown, SS Central America, dar și la recuperarea materialelor de pe fundul oceanului și aducerea lor la suprafață.
În timp ce majoritatea ROV-urilor sunt folosite în industria petrolieră și de gaze, altele și-au găsit întrebuințare în armată (deminare, inspecție) și știință (explorarea oceanului).

## ROV Militar
ROV-urile sunt folosite în armată de decenii, pentru vânarea și oprirea minelor.
În octombrie 2008, US Navy a început să înlocuiască sistemele sale de salvare (cu echipaj uman), bazate pe Mystic DSRV și ambarcațiuni sport, cu un sistem modular, SRDRS, bazat pe tehnologia ROV, numit modul de salvare sub presiune (PRM = Pressurized Rescue Module). 
Au urmat ani de teste și exerciții cu submarinele din flotele mai multor națiuni.
În ziua de 19 a lunii August, anul 2011, un submarin robotic făcut de Boeing a fost testat pentru eventuala utilizare de către armata Statelor Unite ale Americii spre investigarea apelor inamice, patrularea în porturile locale pentru o mai bună securitate națională și explorarea oceanului pentru prevenirea riscurilor de mediu.
Cum capacitățile lor cresc, numărul ROV-urilor mici crește și el, fiind adoptate de flote, paza de coastă și autoritățile portuare din întreaga lume, inclusiv US Coast Goard și US Navy, Marina Regatului Țărilor de Jos, Marina Norvegiană, Marina Regală și Garda de Frontieră a Arabiei.
Ele au fost adoptate pe scară largă și de către departamentele de poliție și echipele de căutare și recuperare. Utile pentru o varietate de sarcini de inspecții subacvatice, spre exemplu: eliminarea muniției explozive (EOD = explosive ordnance disposal), meteorologie, securitatea portuară, contramăsuri mine (MCM = mine countermeasures), și maritime ISR (Intelligence, Surveillance, Reconnaissance).

## ROV de știință
ROV-urile sunt de asemenea folosite extensiv de comunitatea științifică în explorarea oceanului.
Un număr mare de animale și plante din adâncul mărilor au fost descoperite sau studiate în mediul lor natural cu ajutorul ROV-urilor. Exemple: meduza Bumpy, anghila Halosaur.
ROV-urile de știință au multe forme și mărimi. De când înregistrarea video de bună calitate este o componentă de bază în cercetările subacvatice, ROV-urile tind să fie echipate cu sistem de ilmunat de mare putere și camere de calitate superioară.
În funcție de cercetările ce se vor desfășura, un ROV de știință va fi echipat cu diverse dispozitive senzoriale și de eșantionare. Multe dintre aceste dispozitive sunt unice, au componente experimentale de ultimă oră, configurate pentru a lucra în mediul extern din adâncul oceanelor. 
ROV-urile de cercetare sunt, de asemenea, o afacere bună de tehnologie care a fost dezvoltat pentru sectorul ROV Comercial, cum ar fi manipulatoare hidraulice și sisteme de navigație foarte precise, cum ar fi proiectul Mardi Gras Shipwreck, în Golful Mexic.

## ROV educațional
Programul educațional SeaPerch ROV permite tuturor elevilor să construiască un simplu vehicul subacvatic telecomandat (ROV), din țeavă de PVC și alte materiale ușor de procurat/confecționat. Programul SeaPerch învață elevii competențele de bază în proiectarea navelor și submarinelor, și încurajează elevii să exploreze arhitectura și conceptele inginerești navale.
SeaPerch este sponsorizat de către Oficiul de Cercetări Navale, ca parte a Responsabilității pentru Ingineria Navală Națională (NNRNE = National Naval Responsibility for Naval Engineering), iar programul este gestionat de către Societatea de Arhitecți Navali și Ingineri Marini ( Society of Naval Architects and Marine Engineers).
Centrul MATE (Marine Advanced Technology Education) folosește ROV-urile pentru a-i învăța pe cei din școala generală, liceu și facultate, să-și îmbunătățească abilitățile științifice, tehnologice, inginerești, și de matematică, în domeniul naval.
MATE organizează anual o competiție care provoacă echipe de elevi din toată lumea să concureze cu ROV-uri pe care ei și le imaginează și le construiesc.
Competiția simulează misiuni realistice pentru ROV-urile competitoare, pentru a le analiza comportamentul în situații de înaltă performanță, cu accent pe o temă diferită, care expune elevii la mai multe aspecte diferite de competențe și ocupații tehnice legate de marină.
Concursul este organizat de MATE și Marine Technology Society’s ROV Comitee și fondat de organizații ca National Aeronautics and Space Administration (NASA), National Oceanic and Atmospheric Administration (NOAA), și Oceaneering, și multe alte organizații care recunosc valoarea studenților bine pregătiți cu abilități tehnologice, cum ar fi proiectarea ROV-urilor, inginerie și pilotare. 
MATE a fost stabilit cu finanțare de la National Science Foundation și are sediul la Monterey Peninsula College din Monterey, California.

## ROV Comercial
Cum camerele și senzorii au evoluat, iar vehiculele au devenit mai rapide și mai ușor de manevrat, ROV-urile au devenit mai populare cu filmele documentare datorită abilităților sale de scufundare la adâncimi foarte mari, periculoase, neputând fi atinse de către scafandri. 
Nu exista limită de scufundare pentru un ROV, astfel el surprinde imagini imposibile pentru scafandri.
ROV-urile au fost folosite pentru filmarea a numeroase documentare, cum ar fi Nat Geo’s Shark Men, The Dark Secrets of the Lusitania și BBC Wildlife Special Spy in the Huddle.
Datorită utilizării extensive de către armată, de aplicare a legii precum și servicii de pază, ROV-urile au prezentat, de asemenea, progres în drame criminale cum ar fi populara serie CSI.

## Clasificare
ROV-urile sunt clasificate în categorii bazate pe dimensiune, greutate, abilitate sau putere. Cele mai comune evaluări sunt: 
- Micro - foarte mici și foarte ușoare (cântăresc mai puțin de 3kg). Sunt folosite ca o alternativă pentru scafandri, mai ales în locurile unde un scafandru n-ar putea avea acces, cum ar fi un canal, conducte sau alte cavități mici.
- Mini – cântăresc aproximativ 15kg. Sunt folosite tot ca o alternativă pentru scafandri. O persoană poate fi capabilă să transporte ROV-ul complet, într-o navă de mici dimensiuni; poate chiar implementa și finaliza lucrarea, fără ajutor din exterior. Unele Micro și Mini ROV-uri sunt denumite “ochi” pentru a le diferenția de ROV-urile care pot fi în măsură să îndeplinească sarcinile de intervenție.
- General – de obicei, cu mai puțin de 5 cai putere (propulsie); ocazional este dotat cu 3 mici degete manipulatoare tip clește, cum ar fi pe RCV 225. Aceste ROV-uri ar putea avea instalat și un sonar folosit în aplicații ușoare. De obicei, adâncimea maximă de lucru este mai mică de 1,000 metri, deși unul a fost construit să reziste până la 7,000 metri.
- Light Workclass – cu mai puțin de 50 cai putere; aceste ROV-uri sunt în stare să folosească câteva manipulatoare. Șasiul acestora poate fi făcut din polimeri, cum ar fi polietilen, decât din oțel inoxidabil sau aliaje convenționale de aluminiu. Acestea pot lucra la o adâncime de maximum 2,000 metri.
- Heavy Workclass – de obicei, cu mai puțin de 220 cai putere, cu o capacitate de a controla cel puțin două manipulatoare. Acestea pot lucra la o adâncime de până la 3,500 metri.
- Trenching & Burial – cu mai mult de 200 cai putere, dar deseori nu mai mulți de 500 (unele depășesc totuși această limită). Au abilitatea de a transporta o sanie plină de cablu de stabilire, și de a lucra la adâncimi de până la 6,000 metri, în unele cazuri.